# Шенал Сарихан
Шенал Сарихан (нар. 17 лютого 1948, Сіврихісар) — турецька феміністка і правозахисниця. 1997 року Шенал Сарихан і Сезгін Танрикулу стали лауреатами премії імені Роберта Ф. Кеннеді в галузі захисту прав людини.

## Життєпис
Народилася 17 лютого 1948 року в Сіврихісарі. Закінчила юридичний факультет Стамбульського університету. Була членкинею Асоціації турецьких учителів, 1967 року її обрано до виконавчого комітету Асоціації. Писала статті на підтримку Асоціації, 1971 року засуджена до 22 років тюремного ув'язнення. 1974 року після зміни уряду випущена із в'язниці. Після цього займалася правозахисною діяльністю. Захищала в суді інтелектуалів і активістів. 1980 року за одну зі статей Шенал Сарихан заарештовано на 35 днів за «підтримку антидержавних поглядів».
1986 року Шенал Сарихан заснувала Асоціацію сучасних адвокатів і стала її президентом. Десять років тому для захисту прав жінок вона заснувала Асоціацію сучасних жінок. 1998 року вона закликала до відставки міністра Ишилай Сайгин, яка в ході інтерв'ю підтримала практику проведення тесту на цноту.
Виступала проти внесеного партією справедливості і розвитку закону про кримінальну відповідальність за подружні зради, який, як наслідок, не прийнято. 2007 року Шенал Сарихан очолила протести проти керівної партії справедливості і розвитку, оскільки, на думку Сарихан, партія хоче ввести в країні закони шаріату. 2008 року на знак протесту проти заборони носіння хіджабів в університетах Шенал Сарихан організувала мітинг, у якому взяли участь близько 40 тисяч осіб. Шенал Сарихан є членкинею республіканської народної партії.